# Pierowo
Pierowo (ros. Перово) – stacja moskiewskiego metra linii Kalinińskiej (kod 080). Stację nazwano od wioski Pierowo. Wyjścia prowadzą na ulice Zielonyj Prospiekt (Aleja Zielona) i Władimirskaja.

## Wystrój i podział
Stacja jest jednokomorowa, jednopoziomowa, posiada jeden peron. Ściany pokryto białym marmurem z czarnym pasem u podstaw. Tematem przewodnim wystroju jest rosyjska sztuka. Użyto tradycyjnych symboli od dawna używanych do wystroju, takich jak słońce symbolizujące życie, lew strażnika domu, koń siłę, ptak Sirin szczęście etc. Oświetlenie jest w kształcie linii z trójkątnych elementów. Podłogi wyłożono szarym, brązowym i czarnym granitem. Stacja posiada 5 kwadratowych ławek z tablicami i podświetlanymi znakami. Łuki nad wejściami są ozdobione ornamentami.